# Miguel Marcondes
Miguel Marcondes Armando, mais conhecido como Miguel Marcondes, (Rio de Janeiro, 22 de janeiro de 1922 — Ponta Porã, 25 de março de 1974) foi um médico e político brasileiro, outrora deputado federal por Mato Grosso.

## Dados biográficos
Filho de Guilherme Álvares Armando e Débora Marcondes Armando. Médico graduado na Universidade Federal do Rio de Janeiro em 1945, foi interno da Casa de Saúde São Geraldo, trabalhou na Policlínica Geral do Rio de Janeiro e serviu como oficial médico da Força Expedicionária Brasileira entre 1943 e 1944. Chegou a Ponta Porã em 1955, época em que a cidade pertencia a Mato Grosso. Filiado ao PTB, elegeu-se suplente de deputado federal em 1962, foi convocado a exercer o mandato quando Wilson Fadul assumiu o cargo de ministro da Saúde nos últimos meses do Governo João Goulart. Efetivado após a cassação do titular ante o Ato Institucional Número Um baixado nos primeiros dias do Regime Militar de 1964, Marcondes ingressou no MDB quando o bipartidarismo foi imposto através do Ato Institucional Número Dois.
Candidato a reeleição em 1966, ficou novamente na suplência não sendo efetivado graças ao Ato Institucional Número Cinco. Falecido em Mato Grosso do Sul, foi homenageado no livro Réquiem por Miguel Marcondes, de Gerardo Melo Mourão.